# Желиот, Пьер де
Пьер де Желиот (фр. Pierre de Jélyot(t)e, встречаются и другие написания; 13 апреля 1713, Ласёб — 11 сентября 1797, Эстос) — французский певец и композитор. На оперной сцене пел в смешанном регистре, а на концертах и при исполнении духовной музыки — фальцетом.
Учился пению в хоре мальчиков Кафедрального собора Святого Стефана в Тулузе, пел там же и после ломки голоса. Был замечен принцем Кариньянским и приглашён в Париж, где дебютировал в 1733 году в премьере оперы «Ипполит и Арисия» Жана Филиппа Рамо, в дальнейшем предназначавшего ему теноровые арии и оперные партии. Всего он исполнил около 150 ролей.
В качестве музыкального педагога Желиот воспитал, в частности, знаменитую Софи Арну.